# حسینیه آقا سید هاشم
حسینیه آقا سید هاشم مربوط به دوره قاجار است و در تهران، خیابان جمهوری واقع شده و این اثر در تاریخ ۳ اسفند ۱۳۷۷ با شمارهٔ ثبت ۲۲۶۸ به‌عنوان یکی از آثار ملی ایران به ثبت رسیده است.